# Rancířov
Rancířov (německy Ranzern) je malá vesnice, část obce Dešná v okrese Jindřichův Hradec v Jihočeském kraji. Nachází se asi deset kilometrů jihozápadně od Jemnice na křižovatce silnice II/409, silnice II/410 a Rancířovském potoce nedaleko hřbitova.

## Poloha
Rancířov se nachází v těsné blízkosti Rakouska. Na severu se zvedá Dešenský Šibeník (německy Galgenberg) s 511 metrů Severně také sousedí s obcí Dešná, na severovýchodě s obcí Dančovice, na východě s Lubnicí a Mešovicemi, na jihovýchodě s Vratěnínem, na jihu od Rancířova leží vesnice Hluboká a Schaditz v Dolním Rakousku, Wilhelmshof na jihozápadě, Ziernreith na západě s dalšími obcemi Písečné a Županovice v severozápadní části.

## Název
Jméno vesnice původně znělo Ranožíř (v mužském rodě) a bylo odvozeno od osobního jména Ranožír (v jeho druhé části je praslovanské žirъ - "život"; nositelem jména byl velmož (s jelením rohem v erbu) držící majetky v okolí Jihlavy a Jemnice písemně doložený v období 1234-1238). Význam místního jména byl "Ranožírův majetek". Zcela stejný původ má jméno Rantířova a Rančířova v okolí Jihlavy. Původní jméno se změnilo přes mezitvar Ranžíř na Rancíř, k němuž byla přidána přípona -ov podle jmen jiných sídel. Německé jméno pochází z českého.

## Historie

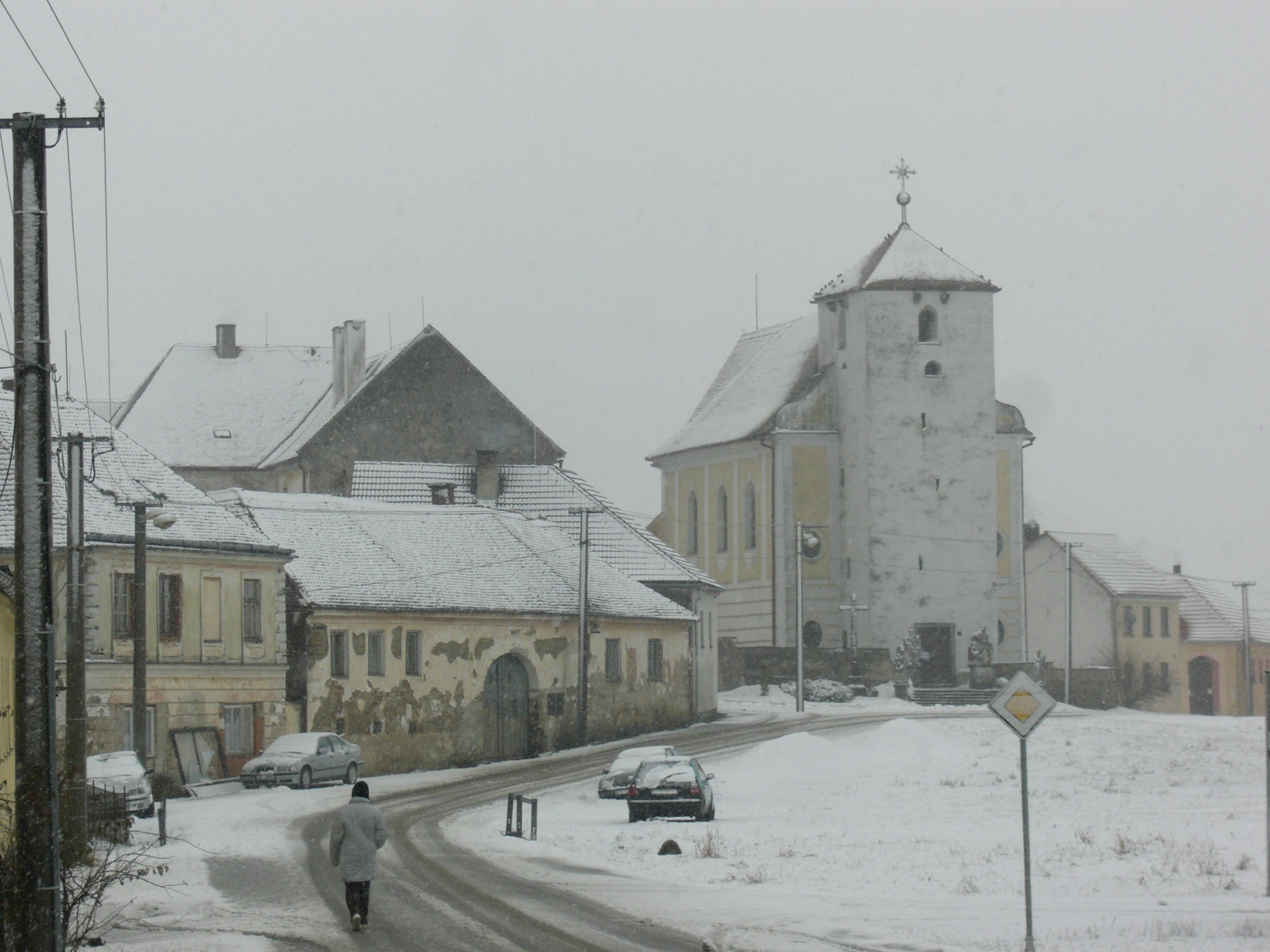
Rancířov v zimě

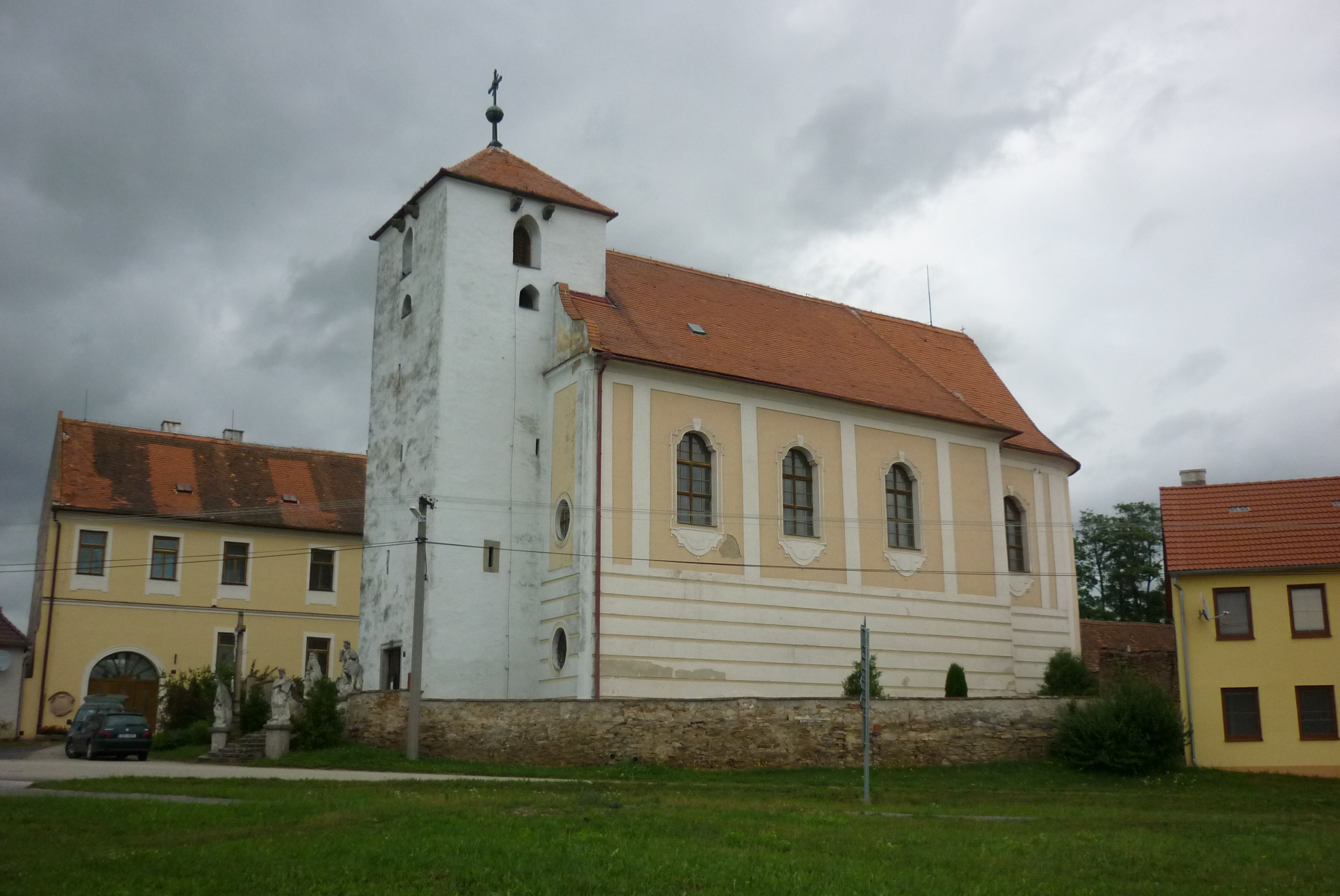
Kostel Nanebevzetí Panny Marie

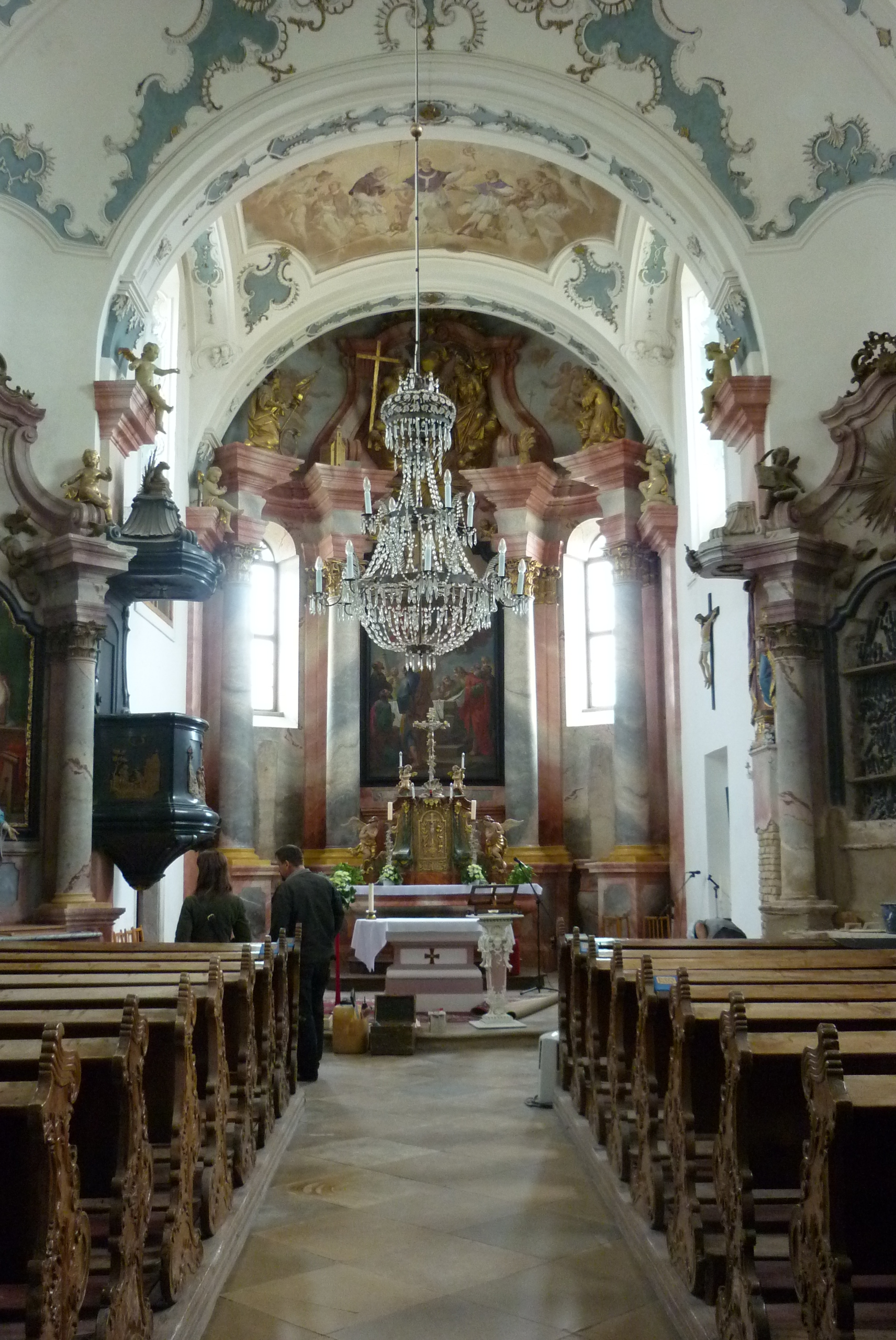
Štuky a fresky odJ. N. Steinera

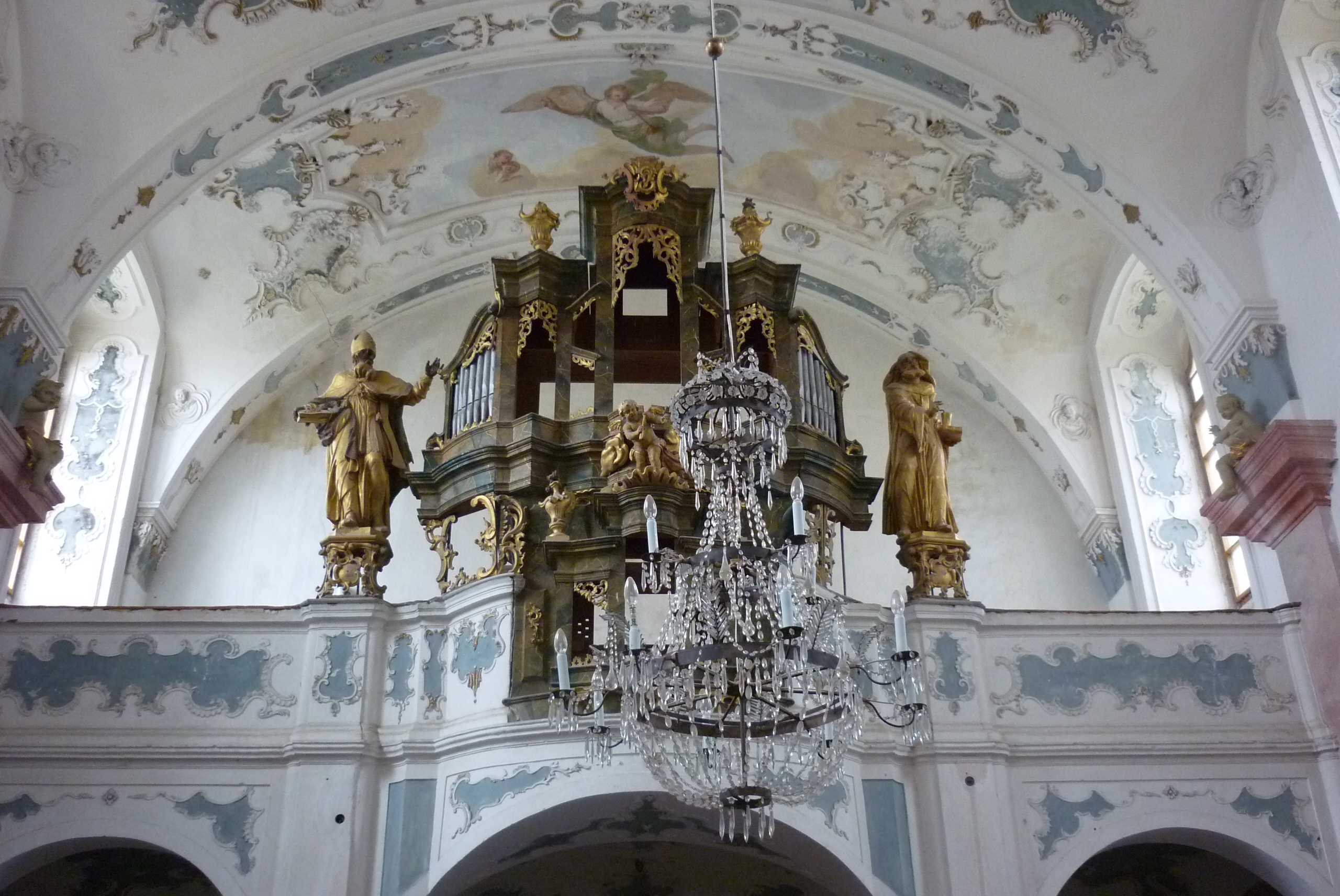
Barokní varhany od Ignace Floriana Casparidese

Rancířov patří mezi nejstarší obce na jihu Moravy (před posunutím českomoravské hranice součástí územního celku Morava). V roce 1257, ze kterého pochází první písemná zmínka, věnoval Smil z Bílkova farnost „ad Ronzer“ premonstrátskému klášteru v Gerasu a tomu také patřila až do ukončení druhé světové války. 13. prosince 1450 klášter také potvrdil výměnu roboty za finanční dávky a upravil desátek s ohledem na vzdálenost poddaných ke Gerasu. Obecní pečeť je doložena ze sedmdesátých let 18. století. V pečetním poli je zobrazeno srdce z něhož vyrůstají tři květiny na stopkách. Až do roku 1945 hovořilo místní obyvatelstvo severobavorským nářečím, které potvrzuje příchod osadníků z Horní Falce. Během Třicetileté války v roce 1645 byla obec zpustošena a vypálena švédskými vojsky polního maršála Lennarta Torstenssona. Z této doby se také zachovala tzv. Kniha sirotků. Od roku 1724 jsou vedeny matriky. Obyvatelé se živili hlavně zemědělstvím. Pouť se slavila vždy až do roku 1945 o neděli po svátku Nanebevzetí Panny Marie 15. srpna.
Po první světové válce se Rakousko-uherská monarchie rozpadla a podle smlouvy ze Saint-Germain připadla obec v roce 1919 s 97 % německých Jihomoravanů k Československu.
| „                                                        | ...Ofenziva byla zahájena také v německých obcích jemnického okresu, kde jihlavské vojsko obsadilo obce Písečné, Dešná a Vratěnín. Pro nedostatek mužů byl povolán také jindřichohradecký pěší pluk 75, který 8. prosince zajistil Písečné, Dešné, kde došlo k přestřelce, Županovice a Rancířov... | “ |
| — Vzpomínky a dokumenty o převratu v roce 1918, str. 167 | |   |

Po Mnichovské dohodě v roce 1938 byla obec součástí Třetí říše. V říjnu přišla vojska wehrmachtu a obec spadala až do ukončení války pod Říšskou župu Dolní Podunají, venkovského okresu Waidhofen an der Thaya.
Po ukončení druhé světové války, ve které padlo sedm obyvatel obce Rancířova, přijela do obce na začátku června 1945 ozbrojená motorizovaná horda českých partyzánů pod vedením plukovníka Hobzy a tzv. vyčistila obec a státní hranici od Němců. Zajali několik rukojmích z řad německého obyvatelstva, ostatní se museli do půl hodiny sejít u kostela s malým příručním zavazadlem. Všechno obyvatelstvo pak vyhnali za hranici do Dolního Rakouska přes hraniční přechod v Písečné, následně i zajaté rukojmí. Před hranicí bylo obyvatelstvo ještě jednou prohledáno a oloupeno o zlato, šperky, doklady a jiné cennosti, které partyzáni zabavovali. Podle Benešova dekretu § 108 je veškeré jmění a majetek Němců a zrovna tak jejich veřejný a církevní majetek konfiskován ve prospěch státu.
Na základě dohod z Postupimské konference požadoval Sovětský svaz v lednu 1946 transport všech Němců (tzv. německy Volksdeutschen) na území Rakouska do Německa. Obyvatelé z Rancířova byli vysídleni do oblastí Baden-Württemberg a Hessen.[zdroj?]
V roce 2001 měl 35 domů a 136 obyvatel.

## Přírodní poměry
Jihovýchodně od vesnice leží přírodní památka Kysibl.

## Obyvatelstvo
| Vývoj počtu obyvatel, domů a národnostní struktura | Vývoj počtu obyvatel, domů a národnostní struktura | Vývoj počtu obyvatel, domů a národnostní struktura | Vývoj počtu obyvatel, domů a národnostní struktura | Vývoj počtu obyvatel, domů a národnostní struktura | Vývoj počtu obyvatel, domů a národnostní struktura |
| -------------------------------------------------- | -------------------------------------------------- | -------------------------------------------------- | -------------------------------------------------- | -------------------------------------------------- | -------------------------------------------------- |
| Rok                                                | Počet obyvatel                                     | Němci                                              | Češi                                               | Ostatní národnosti                                 | Počet domů                                         |
| 1869                                               | 287                                                | 250                                                | 37                                                 | 0                                                  | 52                                                 |
| 1880                                               | 279                                                | 250                                                | 29                                                 | 0                                                  | 53                                                 |
| 1890                                               | 278                                                | 250                                                | 27                                                 | 1                                                  | 57                                                 |
| 1900                                               | 264                                                | 249                                                | 15                                                 | 0                                                  | 57                                                 |
| 1910                                               | 256                                                | 249                                                | 7                                                  | 0                                                  | 56                                                 |
| 1921                                               | 297                                                | 246                                                | 49                                                 | 2                                                  | 56                                                 |
| 1930                                               | 304                                                | 223                                                | 81                                                 | 0                                                  | 55                                                 |
| 1950                                               | 201                                                | 0                                                  | 0                                                  | 0                                                  | 47                                                 |
| 1961                                               | 222                                                | 0                                                  | 0                                                  | 0                                                  | 39                                                 |
| 1970                                               | 239                                                | 0                                                  | 0                                                  | 0                                                  | 38                                                 |
| 1980                                               | 224                                                | 0                                                  | 0                                                  | 0                                                  | 42                                                 |
| 1991                                               | 128                                                | 0                                                  | 0                                                  | 0                                                  | 34                                                 |
| 2001                                               | 136                                                | 0                                                  | 0                                                  | 0                                                  | 35                                                 |
| 2011                                               | 126                                                | 0                                                  | 0                                                  | 0                                                  | 38                                                 |
| 2021                                               | 111                                                | 0                                                  | 0                                                  | 0                                                  | 37                                                 |

## Obecní správa
Při sčítání lidu v letech 1850–1976 Rancířov byl samostatnou obcí, se kterým patřila nejprve do okresu Dačice, ale v letech 1900–1930 v okrese Moravské Budějovice a v roce 1950 opět v okrese Dačice a od roku 1960 v okrese Jindřichův Hradec. Od 30. dubna 1976 je částí obce Dešná v okrese Jindřichův Hradec. Od 1. července 1974 do 29. dubna 1976 k obci patřila Hluboká.

## Škola
Škola v Rancířově je uváděna již v roce 1662 při místní faře, která byla obsazována premonstráty z Jeruše. V roce 1787 byla vystavěna nová školní budova, avšak v roce 1791 vyhořela. V roce 1867 byla postavena nová škola, která byla zrušena v roce 1979. 

## Znak a pečeť
Není zcela jasné, zda obec vlastnila vlastní pečeť. V literatuře se hovoří o srdci a z něj rašících květech.

## Pamětihodnosti
- Farní kostel Nanebevzetí Panny Marie
- Socha svatého Martina a svatého Jiřího na koních a svaté Anny a svatého Jáchyma z doby kolem roku 1765 zhotovené z eggenburského vápence na schodišti před kostelem
- Kaplička ze 17. století
- Škola z roku 1791
- Fara z roku 1639

## Pověsti
- Mezi Rancířovem a Vratěnínem v malém bukovém a dubovém lesíku bydlely Pelzweibln. Malé zahalené ženské postavy, vydávající skřehotavé zvuky, kterými strašily o půlnoci pocestné.[20]